# Шанхайский кинофестиваль 2005
Восьмой Шанхайский международный кинофестиваль прошёл в Шанхае (КНР) с 11 по 19 июня 2005 года.

## Жюри
- У Тяньмин (КНР)
- Цзян Вэнльи (КНР)
- Kang Je-gyu (Республика Корея)
- Лиза Лу (США)
- Марк Ротемунд (Германия)
- Иманол Урибе (Испания)
- Режис Варнье (Франция)

## Победители
| Награда                  | Призёр                                      | Страна    |
| ------------------------ | ------------------------------------------- | --------- |
| Лучший фильм             | The Village Album, режиссёр Мицухиро Михара | Япония    |
| Лучшая режиссура         | Rumle Hammerich за фильм Молодой Андерсен   | Дания     |
| Лучшая мужская роль      | Тацуя Фудзи за фильм The Village Album      | Япония    |
| Лучшая женская роль      | Чжао Вэй за фильм Время любить              | КНР       |
| Лучшая музыка            | фильм Далёкие времена (Thời xa vắng)        | Вьетнам   |
| Лучший сценарий          | фильм Gimme Kudos                           | КНР       |
| Лучшая кинематография    | фильм My Father’s Den                       | Финляндия |
| Специальная награда жюри | фильм Gimme Kudos                           | КНР       |

### Новые таланты Азии
| Награда                   | Призёр                                       | Страна           |
| ------------------------- | -------------------------------------------- | ---------------- |
| Лучший фильм              | Dastaneh natamam, режиссёр Hassan Yektapanah | Иран             |
| Лучший фильм              | Uri hyeong, режиссёр Ahn Kwon-tae            | Республика Корея |
| Лучший фильм              | Impian kemarau, режиссёр Ravi L. Bharwani    | Индонезия        |
| Лучшая режиссура          | фильм Dastaneh natamam                       | Таиланд          |
| Приз зрительских симпатий | фильм Lü cao di                              | КНР              |

### Приз от прессы
| Награда                          | Призёр           | Страна |
| -------------------------------- | ---------------- | ------ |
| Лучший фильм                     | Gimme Kudos      | КНР    |
| Награда за исследовательский дух | Gimme Kudos      | КНР    |
| Лучшие костюмы                   | Молодой Андерсен | Дания  |

### Приз за выдающийся вклад в китайский кинематограф
| Призёр    | Страна |
| --------- | ------ |
| Джеки Чан | КНР    |